# Tylototriton verrucosus
Espèce
Statut de conservation UICN

 LC  : Préoccupation mineure
Tylototriton verrucosus ou Triton empereur ou Tylototriton verruqueux est une espèce d'urodèles de la famille des Salamandridae.

## Répartition
Cette espèce se rencontre entre 1 000 et 2 150 m d'altitude :
- en Birmanie au Kachin ;
- en Inde en Arunachal Pradesh, dans le nord du Bengale-Occidental, au Sikkim et au Manipur ;
- au Bhoutan ;
- dans l'est du Népal ;
- en République populaire de Chine au Yunnan et au Tibet ;
- dans le nord de la Thaïlande ;
- dans le nord du Viêt Nam dans la province de Lai Châu.

## Description
Tylototriton verrucosus mesure de 12 à 18 cm voire jusqu'à 20 cm dont un peu moins de la moitié pour la queue. Cette espèce a la face dorsale brun noirâtre avec une teinte plus pâle au niveau des lèvres, du museau, du poitrail, de la gorge et de la face intérieure des membres qui présentent tous une teinte brun olivâtre. La face inférieure de la queue est jaune-orangé terne s'éclaircissant en brun clair sur les côtés.

## Reproduction, régime alimentaire
Le tylototriton verruqueux passe l'hiver et la saison sèche sous terre puis, pendant la mousson, migre vers les étangs de reproduction. La ponte a lieu entre mars et mai et peut s'étendre au plus tard jusqu'en septembre. Elle a lieu dans la végétation ou sur le fond, rarement en dehors de l'eau, et comporte de 26 à 60 œufs. La métamorphose a lieu en été et en automne. Les adultes sont matures sexuellement à l'âge de 3 à 5 ans et leur longévité maximale est d'environ 11 ans. Les larves se nourrissent d'insectes aquatiques tandis que les adultes consomment la nuit des insectes, des vers de terre mais également des œufs et larves d'amphibiens y compris de leur propre espèce.

## Étymologie
Son nom d'espèce, du latin verrūcōsus, « qui a des verrues », lui a été donné en référence aux nombreux tubercules glandulaires présents sur son corps.

## Taxinomie

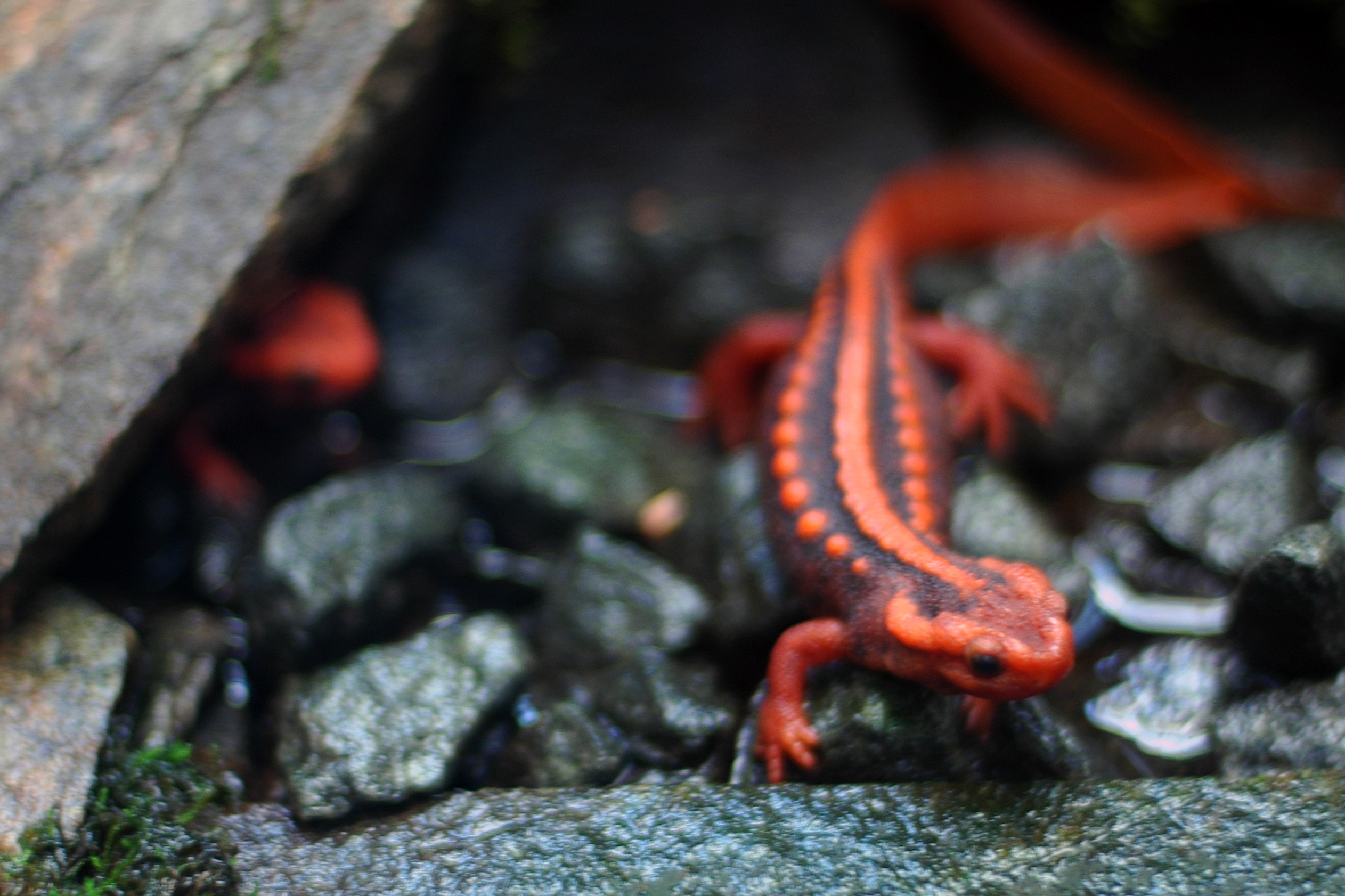
la forme orangé de Tylototriton verrucosus

La forme orangé décrite sous le nom Tylototriton shanjing est un synonyme de Tylototriton verrucosus

## Publication originale
- Anderson, 1871 : Description of a new genus of newts from western Yunan. Proceedings of the Zoological Society of London, vol. 1871, p. 423-425 (texte intégral).